# The Video Collection (album Savage Garden)
The Video Collection – DVD grupy Savage Garden wydane nakładem Sony Entertainment. Płyta zawiera teledyski do singli z poprzedniej płyty Savage Garden z 1997.

## Lista utworów
1. "I Want You"
2. "To the Moon and Back"
3. "Truly Madly Deeply"
4. "Break Me Shake Me"
5. "Tears of Pearls"